# EUC Nordvestsjælland
Nordvestsjællands Erhvervs- og Gymnasieuddannelser (EUC) er en uddannelsesinstitution i Nordvestsjælland. Institutionen uddanner unge og ældre indenfor forskellige uddannelser og kursustilbud. Skolen har 2 afdelinger beliggende i Holbæk og Kalundborg. Her ud over har skolen en onlineafdeling, hvor der tilbydes onlineundervisning på EUS 5 ugers-forløb, EUD GF2 samt EUX GF2 og EUX studieåret. Uddannelsesstedet henvender sig både til unge, som kommer lige fra folkeskolen, og voksne, som har erhvervserfaring.

## Uddannelser

### Erhvervsuddannelser
EUC har over 23 forskellige erhvervsuddannelser og 12 eux-uddannelser indenfor kontor og handel, byggeri og teknik samt sundhed og fødevarer.

### Gymnasium
Under EUC Nordvestsjælland høre tre gymnasier, med retningerne HTX, HHX, EUX, STX og HF. Allikelund Gymnasium er beliggende i Kalundborg, Slotshaven Gymnasium i Holbæk og Odsherreds Gymnasium i Asnæs.

### Kursusafdeling
På EUC Nordvestsjællands afdeling i Audebo ligger kursusafdelingen. Her kan man efteruddanne sig og tage et af deres mange AMU-kurser.